# Novanapis
Novanapis is een monotypisch geslacht van spinnen uit de  familie van de Anapidae (Dwergkogelspinnen).

## Soort
- Novanapis spinipes (Raymond Robert Forster, 1951)